# Liste des sites Ramsar aux Bahamas
Cet article recense les zones humides des Bahamas concernées par la convention de Ramsar.

## Statistiques
La convention de Ramsar est entrée en vigueur aux Bahamas le 7 juin 1997.
En janvier 2020, le pays compte 1 site Ramsar, couvrant une superficie de 326 km2.

## Liste
| Site                      | District | Notes | Date           | Superficie (km²) | Altitude (m) | Identifiant Ramsar | Identifiant WDPA | Coordonnées                         | Photo |
| ------------------------- | -------- | ----- | -------------- | ---------------- | ------------ | ------------------ | ---------------- | ----------------------------------- | ----- |
| Parc national Inagua (en) | Inagua   |       | 7 février 1997 | 326,00           |              | 892                | 145515           | 21° 04′ 59″ nord, 73° 19′ 59″ ouest |       |